# Oxymacaria porrectaria
Oxymacaria porrectaria är en fjärilsart som beskrevs av Walker 1866. Oxymacaria porrectaria ingår i släktet Oxymacaria och familjen mätare. Inga underarter finns listade i Catalogue of Life.